# نشانگان ری
سندروم ری یا نشانگان ری (انگلیسی: Reye's syndrome) نوعی انسفالوپاتی پیشرونده سریع است. نشانه‌های آن عموماً استفراغ، کاهش هوشیاری، تشنج یا حمله‌های عصبی، تغییرات شخصیتی و گیجی را شامل می‌شود. علی‌رغم اینکه در این سندروم مسمومیت کبدی رخ می‌دهد، معمولاً زردی مشاهده نمی‌شود.  دید دوتایی، کاهش قدرت شنوایی، از دست دادن عملکرد عضلات، یا فلج بازوها یا پاها، مشکلات در گفتار و ضعف در بازوها یا پاها از دیگر نشانه‌های این سندروم هستند. ۲۰ تا ۴۰ درصد موارد به مرگ منجر می‌شود و یک سوم رهایی یافتگان با آسیب‌های مغزی قابل توجهی روبرو خواهند بود. از آنجا که این بیماری در ۹۰ درصد موارد همراه مصرف آسپرین دیده شده‌است، لذا در حال حاضر مصرف آسپرین جز در مورد بیماری سندرم کاوازاکی در کودکان ممنوع شده‌است و با این اقدام پیشگیرانه شیوع این سندروم به میزان زیادی (تا حد ۹۰ درصد) کم شده‌است.

## علت
اگرچه علت این سندروم هنوز مشخص نیست، اما به دلیل استفاده از آسپیرین برای درمان آبله مرغان یا آنفلوآنزا در کودکان پدیدار می‌شود.مولد اپیدمی سندرم ری اغلب ناشی از ویروس آنفلوانزای B میباشد.بین سندرم ری و مصرف سالیسیلات ارتباط وجود دارد به همین دلیل توصیه میشود به کودکانی که علائم مشابه آنفلوانزا نشان میدهند ، جهت کاهش تب آسپیرین تجویز نشود. نقص ذاتی در متابولیسم عامل خطر برای این سندروم شناخته می‌گردد.

## علایم ونشانه‌ها
این بیماری دارای ۵ مرحله است:
مرحله I:
- بثورات یا راش (Rash) در کف دست و پا
- استفراغ ممتد که علیرغم غذا نخوردن همچنان ادامه می‌یابد
- خواب آلودگی یا لتارژی (Lethargy)
- گیجی یا کنفوزیون (Confusion)
- کابوس
- فقدان تب معمول است[۱۰]
- سردرد

مرحله II:
- خواب آلودگی شدید در مرحله قبل کما که استوپور نامیده می‌شود(Stupor)
- تنفس‌های سریع و عمیق که هیپرونتیلاسیون نام دارد (Hyperventilation)
- بروز کبد چرب که توسط بیوپسی تشخیص می‌خورد
- شدید شدن رفلس‌های تاندونی(Hyperactive reflexes)

مرحله III:
- تداوم علایم دو مرحله قبلی
- در این مرحله بروز کمای سطحی محتمل است
- در این مرحله بروز ادم مغزی محتمل است
- به ندرت احتمال ایست تنفسی وجود دارد

مرحله IV:
- کما از مرحله قبلی عمیق‌تر شده‌است
- مردمک گشاد و پاسخ حداقل به نور
- اختلال عملکرد مختصر ولی پایدار کبد

مرحله V:
- این مرحله بدنبال مرحله چهار به سرعت بروز می‌کند
- کمای شدید و عمیق
- تشنج
- نارسایی چند ارگانی (Multiple organ failure)[۱۱]
- شل شدن عضلات بدن (Flaccidity)
- بالا رفتن آمونیاک خون تا حد بیش از ۳۰۰ میلی‌گرم در دسی‌لیتر (Hyperammonemia)
- مرگ